# Mezholezy (ex Horšovský Týn)
Mezholezy (in tedesco Meßhalz) è un comune della Repubblica Ceca facente parte del distretto di Domažlice, nella regione di Plzeň.
Il comune, omonimo di un altro dello stesso distretto, faceva in passato parte del distretto, da tempo soppresso, di Horšovský Týn.